# هايت إم. جيبس
هايت إم. جيبس (بالإنجليزية: Hyatt M. Gibbs)‏ هو أستاذ جامعي وفيزيائي أمريكي، ولد في 6 أغسطس 1938، وتوفي في 3 سبتمبر 2012.